# Türgen járás
Türgen járás (mongol nyelven: Түргэн сум) Mongólia Uvsz tartományának egyik járása. Területe 2253 km². Népessége kb. 2600 fő.
Székhelye Havcal (Хавцал), mely 34 km-re nyugatra fekszik Ulángom tartományi székhelytől.